# Jožko Žiberna
Jožko (Josip) Žiberna, slovenski pravnik, publicist, organizator, * 22. avgust 1910, Divača, † 8. januar 2002, Ljubljana.